# جي. إم. بيركنز
جي. إم. بيركنز هو سياسي أمريكي، ولد في 8 يناير 1863 في فارمنغتون في الولايات المتحدة، وتوفي في 29 أكتوبر 1926 في دنفر في الولايات المتحدة.